# Хогендейк, Ян
Ян Питер Хогендейк (нидерл. Jan Hogendijk; род. 21 июля 1955, Леуварден) — нидерландский математик и историк науки, который внёс значительный вклад в изучение древнегреческой математики и математики исламского Средневековья. Член Королевской академии наук и искусств Нидерландов.

## Образование и карьера
Хогендейк получил степень доктора наук в 1983 году в Утрехтском университете. В качестве постдокторанта он до 1985 года работал приглашенным ассистентом профессора в Университете Брауна у Дэвида Пингри, а с 1985 по 1986 год был ассистентом в Институте истории науки Франкфуртского университета имени Иоганна Вольфганга Гёте. С 2004 по 2009 год он был профессором истории математики в Лейденском университете, а с 2005 года является профессором истории математики в Утрехтском университете. Он также был адъюнкт-профессором в Университете короля Фахда в Дахране и с 2008 по 2010 год в Тегеранском университете.

## Награды и признание
В 2010 году Хогендейк стал членом Королевской академии наук и искусств Нидерландов.
В 2012 году он получил первую премию Отто Нейгебауэра за историю математики, присуждаемую Европейским математическим обществом,
За прояснение того, как древнегреческая математика была воспринята в средневековом арабском мире, как математика развивалась в исламском средневековье и как она в конечном итоге была передана в Европу.
В 1994 году он был приглашённым докладчиком на Международном конгрессе математиков в Цюрихе с докладом на тему «Математика в исламской Испании средневековья».
С 1996 по 1999 год он был главным редактором журнала Historia Mathematica.